# Strangeways, Here We Come
Strangeways, Here We Come är The Smiths fjärde och sista studioalbum, utgivet på skivbolaget Rough Trade Records 18 september 1987.

## Om albumet
Albumet spelades in mellan mars och april i Wool Hall-studion i Bath, England. Bandet håller sig på detta album fortfarande inom indiemusikens ramar, men de tänjer på gränserna mer än vanligt och använder syntiserade saxofoner, stråkarrangemang och trummaskiner. 
Interna stridigheter mellan Morrissey och Johnny Marr ledde dock till att bandet i augusti, mellan inspelningen av albumet, och dess release, upplöstes, efter att Johnny Marr hade gått ut officiellt med att han lämnat bandet. Strangeways, Here We Come gick det dock bra för, albumet hamnade på en 2:a plats på Englands försäljningslista och klättrade sig upp till plats 55 på USA:s försäljningslista.
Strangeways, Here We Come må vara The Smiths sista studioalbum, men det innehåller inte deras sista inspelningar, de två sista låtarna spelades in i maj 1987, och hamnade senare på albumets huvudsingel, "Girlfriend in a Coma".

### Omslaget
Omslaget till Strangeways, Here We Come är, precis som alla andra skivor av The Smiths, designat av Morrissey. Bilden på omslaget föreställer skådespelaren Richard Davalos från Elia Kazans filmatisering av East of Eden från 1955. Bilden är hårt beskuren och ursprungligen sitter James Dean framför den stående Davalos. I filmen spelar de två bröder som slåss om sin faders gunst.
Från början ville Morrissey ha en bild av Harvey Keitel från Martin Scorseses film Who's knocking at my Door från 1969 men Keitel, som aldrig hört talas om The Smiths, hindrade dem. Efter mycket övertygande fick dock Morrissey använda bilden som backdrop till sin turné Kill Uncle 1991.

### Titeln
Namnet på albumet är taget från Manchesters kända fängelse, Strangeways Prison (som nu har bytt namn till HM Prison Manchester). Morrissey själv menade att han gav albumet det namnet eftersom han vid tiden för dess utgivning inte skulle vara förvånad om han inom tolv månader själv satt fängslad.

## Om låtarna

### Sida A
- 1. A Rush and a Push and the Land Is Ours

Låten börjar med att Morrissey introducerar sig själv som "the ghost of Troubled Joe" och berättar om sina resor till "mystiska tidszoner". Detta händer innan han reagerar i fasa över idén att bli kär igen, "Ooh, but don't mention love again, I'd hate the strain of the pain again". Morrissey går senare i låten in på temat om, enligt han, misslyckade människor som når större framgång än han, "people who are uglier than you and I they take what they need, and leave". 
Det finns inga gitarrer med i låten.
- 2. I Started Something I Couldn't Finish

Den andra låten på albumet är den gitarrbaserade låten "I Started Something I Couldn't Finish". Morrissey sjunger om sexuell och social naivitet och om sin osäkerhet kring hur han känner gentemot personen i fråga. Låten släpptes som singel i november 1997.
- 3. Death of a Disco Dancer

I första halvan av låten är instrumentet basgitarr i fokus. Den andra halvan av låten innehåller Morrisseys intensiva pianospel och ett nitiskt trumsolo av Mike Joyce. Titeln på låten upprepas flera gånger i denna låt och Morrissey sjunger cyniskt om världen; "Love, peace and harmony?, Very nice, Oh, but maybe in the next world".
- 4. Girlfriend in a Coma

Morrissey sjunger i låten om sin flickvän som ligger i koma, och hur han inte vill att det ska hända henne något illa, några rader senare sjunger han att det fanns tillfällen då han skulle kunnat döda, eller strypa henne. Girlfriend in a Coma utgavs som singel i augusti 1987. Låten nådde plats 13 på Englands försäljningslista.
- 5. Stop Me If You Think You've Heard This One Before

"Stop Me If You Think You've Heard This One Before" är den femte låten på albumet. Sången var tänkt att släppas som singel, men på grund av referensen till "mass murder" i texten så bannlystes låten på BBC, på grund av den då nyliga Hungerfordmassakern. Bandet bestämde sig därav att inte ge ut låten som singel. En musikvideo spelades in till låten.

### Sida B
- 1. Last Night I Dreamt That Somebody Loved Me

Låten börjar med 2 minuters pianospelande ackompanjerat av oljud från en folkmassa i bakgrunden. Introt bygger upp stämning i låten innan den bryter ut med Morrisseys rader om ständig ensamhet; "Last night I felt, Real arms around me, No hope, no harm, Just another false alarm". Låten släpptes som singel i december 1987.
- 2. Unhappy Birthday

I "Unhappy Birthday" sjunger Morrissey om sin avsky mot en person som har lämnat honom kvar.
- 3. Paint a Vulgar Picture

Nästa låt på albumet är "Paint a Vulgar Picture", som handlar om ett skivbolags girighet att få ut mer pengar från en utdöd musikartist genom att försöka pracka på människor ett album innehållandes artistens baksidekatalag ("Reissue! Re-package!... Extra-Track and a tacky badge"), och ett hängivet fans reaktion.
- 4. Death at One's Elbow

Ännu en sång om konfliktfyllda känslor. Låten är riktad till en älskad "Glenn" som uppmanas att inte komma över, eftersom något hemskt då skulle hända denne Glenn.
- 5. I Won't Share You

Albumet avslutas med låten "I Won't Share You", en låt som innehåller sång, sparsamt med basgitarr och en autoharpa. 
Textmässigt innehåller den en gråtmild beklagan över livets "sjuka och onda" natur, tillsammans med Morrisseys självinsikt om sig själv ("with the drive and the dreams inside / this is my time").

## Låtlista

### Sida A
1. A Rush and a Push and the Land Is Ours - 3:00
2. I Started Something I Couldn't Finish - 3:45
3. Death of a Disco Dancer - 5:25
4. Girlfriend in a Coma - 2:02
5. Stop Me If You Think You've Heard This One Before - 3:32

### Sida B
1. Last Night I Dreamt That Somebody Loved Me - 5:02
2. Unhappy Birthday - 2:45
3. Paint a Vulgar Picture - 5:35
4. Death at One's Elbow - 1:58
5. I Won't Share You - 2:49

## Medverkande

### Bandet
- Morrissey - Sång, piano på "Death of a Disco Dancer"
- Johnny Marr - Gitarr, piano, munspel, syntiserade saxofoner och stråkarrangemang
- Andy Rourke - Basgitarr
- Mike Joyce - Trummor

### Övriga
- Stephen Street - Trummaskinprogrammering på låtarna  "I Started Something I Couldn't Finish", "Paint a Vulgar Picture" och "Death at One's Elbow". Stråkarrangemang på låten "Girlfriend in a Coma".

### Tekniker
- Johnny Marr, Morrissey och Stephen Street – Producenter
- Steve Williams – Assisterande ljudtekniker